# Robert Kearns
Robert William Kearns (* 10. März 1927 in Gary, Indiana; † 9. Februar 2005 in Baltimore, Maryland) war ein US-amerikanischer Ingenieur. Bekannt wurde er durch die Erfindung des Intervall-Scheibenwischers, für die er am 1. Dezember 1964 die erste US-Patentanmeldung hinterlegte.

## Leben
Kearns wuchs in der Nähe der Ford-Werke in River Rouge, Michigan auf. Im Zweiten Weltkrieg arbeitete er für das Office of Strategic Services, einem Vorläufer der CIA.
Danach promovierte er als Ingenieur an der Case Western Reserve University in Cleveland. Es folgte ein elfjähriger Lehrauftrag an der Wayne State University.
Bis 1971 arbeitete er in Detroit als commissioner of buildings and safety engineering und zog dann nach Gaithersburg. Dort arbeitete er als principal investigator für die Highways am National Bureau of Standards.
Während der langjährigen Gerichtsprozesse ließ sich seine Frau 1989 von ihm scheiden. Ein Gericht verurteilte ihn im Juli 1990 zu 120 Tagen Haft, da er der Zahlung von Alimenten in Höhe von 700 US-$ nicht nachkam und er überdies sein Haus in Gaithersburg nicht aufgab. Nach 35 Tagen in Haft beugte er sich dem Gericht und willigte zusätzlich darin ein, seiner Frau 10 % der möglichen Schadenersatzzahlungen zu überlassen.
2005 erlag er einem Krebsleiden.

## Erfindung des Intervallscheibenwischers und Patentklagen
Die Idee zu einem Intervallscheibenwischer kam Kearns während seiner Hochzeitsnacht 1953, als ein Sektkorken sein linkes Auge fast vollständig zerstörte. Die Bewegungen des Lids brachten ihn auf die Idee, dass Scheibenwischer genauso in Intervallen arbeiten könnten.
1962 beantragte er ein Patent für seine Erfindung. Kurz darauf stellte er sie der Ford Motor Company vor, ohne auf die Erteilung des Patents zu warten. Sein erstes Patent zum Intervallscheibenwischer, das US 3,351,836, wurde am 7. November 1967 erteilt. Später folgten noch etwa 30 weitere.
1969 baute Ford den ersten Intervallscheibenwischer in seine Modelle ein; weitere Autohersteller folgten in Kürze. 1976 stellte er an einem von seinem Sohn gekauften Schaltkreis für Mercedes-Benz fest, dass er nahezu identisch zu seiner Erfindung war. Kearns erlitt danach einen Nervenzusammenbruch und wurde im Montgomery General Hospital behandelt.
Kearns verklagte daraufhin Ford auf eine Schadenersatzzahlung von 141 Millionen US-$ und erhob Klage gegen 26 weitere Autohersteller weltweit. Nach zwölfjährigem Prozess bot ihm Ford an, den Fall zu schließen, was Kearns jedoch ablehnte. Sein damaliger Anwalt William Durkee schätze, dass Kearns bis zu 50 Millionen US-$ von Ford und anderen Autoherstellern erhalten könnte.
1990 gewann Kearns den Prozess gegen Ford und Chrysler: Ford wurde wegen unbeabsichtigter Patentrechtsverletzung zu einer Strafe von 10,2 Millionen US-Dollar Schadensersatz verurteilt, später auch Chrysler wegen unfairer Patentrechtsverletzung und zu einer Zahlung von mehr als 20 Millionen US-$.
Einige weitere Prozesse, u. a. gegen deutsche und japanische Autohersteller, wurden fallen gelassen, nachdem Kearns Formfehler begangen hatte. Als er bereits seiner fünften Kanzlei kündigte, versäumte er beispielsweise Fristen und Termine.

## Verfilmung
Der US-amerikanische Spielfilm Flash of Genius aus dem Jahr 2008 erzählt die Geschichte von Robert Kearns. Er wird darin von Greg Kinnear gespielt.